# Кубок мира по спортивной ходьбе 1999
Кубок мира по спортивной ходьбе 1999 года прошёл 1—2 мая в Мезидон-Каноне (Франция). Сильнейших выявляли мужчины (на дистанциях 20 и 50 км) и женщины (20 км). Были разыграны 6 комплектов медалей (по 3 в личном и командном зачёте).
В 1999 году формат проведения Кубка мира по ходьбе претерпел несколько изменений. Были упразднены Кубок Лугано (командный зачёт по сумме дистанций 20 и 50 км у мужчин) и Кубок Эшборна (командный зачёт у женщин на 10 км). Женщины стали соревноваться в ходьбе на 20 км, прежде они выступали на дистанции в 2 раза короче.
Ещё одно изменение касалось командного первенства. Каждая команда по-прежнему могла выставить до пяти спортсменов в каждый из заходов. Однако с 1999 года лучшие сборные стали определяться по наименьшей сумме мест трёх лучших спортсменов. До этого на Кубке мира участники получали очки в зависимости от занятого места, которые и шли в зачёт команды. Страна с наибольшей суммой объявлялась победителем.
На старт вышло рекордное количество участников, 372 ходока из 57 стран мира (249 мужчин и 123 женщины).
Казахский легкоатлет Сергей Корепанов показал пятый результат в мировой истории на дистанции 50 км и установил новый рекорд Азии — 3:39.22. Он выиграл первую медаль Кубка мира по ходьбе для независимого Казахстана.
Китаянка Лю Хунъюй всего 2 секунды уступила собственному мировому рекорду на дистанции 20 км. Олимпийская чемпионка Елена Николаева, лидировавшая большую часть захода, финишировала только четвёртой.

## Расписание
| Дата       | Время | Заход         |
| ---------- | ----- | ------------- |
| 1 мая 1999 | 16:00 | 20 км мужчины |
| 2 мая 1999 | 08:30 | 50 км мужчины |
| 2 мая 1999 | 15:30 | 20 км женщины |

Время местное (UTC+2)

## Медалисты
Сокращения: WR — мировой рекорд | AR — рекорд континента | NR — национальный рекорд | CR — рекорд соревнований
Курсивом выделены участники, чей результат не пошёл в зачёт команды

### Мужчины
| Дисциплина      | Золото                                                                                            | Золото        | Серебро                                                                                                | Серебро    | Бронза                                                                               | Бронза   |
| --------------- | ------------------------------------------------------------------------------------------------- | ------------- | --- | ---------- | ------------------------------------------------------------------------------------ | -------- |
| 20 км           | Бернардо Сегура Мексика                                                                           | 1:20.20       | Юй Гохуэй Китай                                                                                        | 1:20.21    | Владимир Андреев Россия                                                              | 1:20.29  |
| 20 км (команды) | Россия · Владимир Андреев · Илья Марков · Дмитрий Есипчук · Алексей Кронин · Ришат Шафиков        | 19 очков      | Мексика · Бернардо Сегура · Даниэль Гарсия · Алехандро Лопес · Марио Иван Флорес · Рохелио Санчес      | 28 очков   | Китай · Юй Гохуэй · Лю Юньфэн · Юй Чаохун · Ли Цзэвэнь · Ци Цзюнь                    | 29 очков |
| 50 км           | Сергей Корепанов Казахстан                                                                        | 3:39.22 AR CR | Томаш Липец Польша                                                                                     | 3:40.08 NR | Николай Матюхин Россия                                                               | 3:40.13  |
| 50 км (команды) | Россия · Николай Матюхин · Герман Скурыгин · Евгений Шмалюк · Алексей Воеводин · Андрей Плотников | 14 очков      | Испания · Хесус Анхель Гарсия · Валенти Массана · Сантьяго Перес · Басилио Лабрадор · Микель Одриосола | 26 очков   | Германия · Денис Траутман · Роберт Или · Денис Франке · Томас Вальштаб · Аксель Ноак | 55 очков |

### Женщины
| Дисциплина      | Золото                                                           | Золото     | Серебро                                                                                             | Серебро  | Бронза | Бронза  |
| --------------- | ---------------------------------------------------------------- | ---------- | --------------------------------------------------------------------------------------------------- | -------- | --- | ------- |
| 20 км           | Лю Хунъюй Китай                                                  | 1:27.32 CR | Наталья Федоськина Россия                                                                           | 1:27.35  | Норика Кымпян Румыния | 1:27.48 |
| 20 км (команды) | Китай · Лю Хунъюй · Ван Янь · Гао Хунмяо · Ли Хун · Пань Хайлянь | 13 очков   | Россия · Наталья Федоськина · Елена Николаева · Тамара Коваленко · Ольга Полякова · Надежда Ряшкина | 16 очков | Мексика · Мария Грасиэла Мендоса · Мария дель Росарио Санчес · Мария Гуадалупе Санчес · Виктория Паласиос · Аура Моралес | 54 очка |